# راكان مفلح
راكان مفلح الرواجعة (ولد في المحرق، البحرين) لاعب كرة قدم بحريني يجيد اللعب في مركز قلب الدفاع. يلعب حاليا لصالح الحد الذي ينافس في الدوري البحريني الممتاز منذ 2022.